# USS Pollack (SS-180)
USS Pollack (SS-180) là một tàu ngầm lớp Porpoise được Hải quân Hoa Kỳ chế tạo vào giữa thập niên 1930. Nó là chiếc tàu ngầm đầu tiên của Hải quân Hoa Kỳ được đặt cái tên này, theo tên loài cá minh thái. Nó đã phục vụ trong suốt Chiến tranh Thế giới thứ hai, thực hiện tổng cộng mười một chuyến tuần tra và đánh chìm 11 tàu Nhật Bản với tổng tải trọng 30.278 tấn. Con tàu được cho rút về làm nhiệm vụ huấn luyện từ đầu năm 1945, xuất biên chế khi chiến tranh kết thúc, và cuối cùng bị bán để tháo dỡ vào năm 1947. Pollack được tặng thưởng mười Ngôi sao Chiến trận do thành tích phục vụ trong Thế Chiến II.

## Thiết kế và chế tạo
Lớp tàu ngầm Porpoise Kiểu P-5 có thiết kế được dựa trên Kiểu P-3 do hãng Electric Boat phát triển, vốn được Hải quân Hoa Kỳ đánh giá là tốt hơn so với Kiểu P-1 do Xưởng hải quân Portsmouth phát triển. Chúng có cấu trúc vỏ kép một phần với hai đầu là vỏ đơn, một phiên bản hoàn thiện hơn của chiếc USS Dolphin (SS-169). Những chiếc được đóng bởi các Xưởng hải quân Portsmouth và Mare Island là những tàu ngầm Hoa Kỳ cuối cùng còn sử dụng kết cấu bằng đinh tán cho một phần con tàu, là nguyên nhân gây ra sự rò rỉ nhiên liệu khi hoạt động trong chiến tranh; những chiếc do Electric Boat đóng và mọi lớp tàu ngầm sau này đều áp dụng kỹ thuật hàn cho toàn bộ cấu trúc con tàu.
Pollack dài khoảng 300 foot (91 m) và trọng lượng choán nước khi lặn khoảng 1.998 tấn Anh (2.030 t), với một cấu trúc thượng tầng tháp chỉ huy lớn và cồng kềnh. Tốc độ tối đa chỉ đạt khoảng 18 hải lý trên giờ (33 km/h) để duy trì độ bền cho động cơ, nhưng một cải tiến nhằm chứa dầu FO trong các thùng dằn chính đã giúp tăng gần gấp đôi tầm xa hoạt động, giúp chúng có thể hoạt động tuần tra đến tận các đảo chính quốc Nhật Bản. Động cơ diesel Winton Kiểu 16-201A hai thì 16-xy lanh gặp phải nhiều trục trặc trong vận hành, nên sau này được thay thế bằng động cơ General Motors Kiểu 12-278A.
Vũ khí trang bị chính ban đầu chỉ có sáu ống phóng ngư lôi 21 in (530 mm), gồm bốn ống trước mũi và hai ống phía đuôi, cùng một hải pháo 3 inch/50 caliber trên boong tàu và hai súng máy M1919 Browning .30-caliber (7,62 mm).
Pollack được đặt lườn tại Xưởng hải quân Portsmouth ở Kittery, Maine vào ngày 1 tháng 10, 1935. Nó được hạ thủy vào ngày 15 tháng 9, 1936, được đỡ đầu bởi cô Anne Carter Lauman, và được cho nhập biên chế cùng Hải quân Hoa Kỳ vào ngày 15 tháng 1, 1937 dưới quyền chỉ huy của Hạm trưởng, Đại úy Hải quân Clarence E. Aldrich.

## Lịch sử hoạt động

### 1937 - 1941
Rời Xưởng hải quân Portsmouth vào ngày 7 tháng 6, 1937, Pollack thực hiện chuyến đi chạy thử máy huấn luyện tại khu vực biển Caribe, rồi quay trở lại Portsmouth vào ngày 4 tháng 9 để sửa chữa sau chạy thử máy. Nó lên đường vào ngày 29 tháng 11 để chuyển sang vùng bờ Tây, đi đến căn cứ mới tại San Diego, California vào ngày 19 tháng 12, và hoạt động huấn luyện thực hành cùng Đội tàu ngầm 13 trực thuộc Lực lượng Tuần tiễu dọc bờ biển Thái Bình Dương. Nó được điều đến Trân Châu Cảng vào ngày 28 tháng 10, 1939, và ngoại trừ một giai đoạn đại tu tại Xưởng hải quân Mare Island, đã hoạt động liên tục tại khu vực quần đảo Hawaii cho đến năm 1941. Chiếc tàu ngầm đang trên đường từ San Francisco đi Oahu khi Hải quân Đế quốc Nhật Bản bất ngờ tấn công căn cứ Trân Châu Cảng vào ngày 7 tháng 12, khiến chiến tranh bùng nổ tại Mặt trận Thái Bình Dương.

### 1942

#### Chuyến tuần tra thứ nhất
Pollack cùng các tàu ngầm Gudgeon (SS-211) và Plunger (SS-179) khởi hành từ Trân Châu Cảng vào ngày 13 tháng 12, 1941 chho chuyến tuần tra đầu tiên trong chiến tranh. Họ đi đến ngoài khơi bờ biển đảo Honshū, Nhật Bản trước nữa đêm ngày 31 tháng 12, trở thành những tàu chiến Hoa Kỳ đầu tiên đi đến vùng biển Nhật Bản trong Thế Chiến II. Tại vị trí khoảng 80 nmi (150 km) về phía Đông Nam vịnh Tokyo, nó đã phóng ngư lôi gây hư hại cho tàu buôn Heijo Maru (2.700 tấn) vào ngày 5 tháng 1, 1942; rồi chỉ hai ngày sau đó nó lại tiếp tục phóng ngư lôi đánh chìm tàu buôn Unkai Maru số 1 (2.205 tấn) tại tọa độ 34°27′B 139°59′Đ / 34,45°B 139,983°Đ, trở thành chiến công đầu tiên của Lực lượng Tàu ngầm Thái Bình Dương được công nhận trong Thế Chiến II. Đến ngày 9 tháng 1, nó đánh chìm thêm tàu chở hàng Teian Maru (5.387 tấn) tại tọa độ 35°00′B 140°36′Đ / 35°B 140,6°Đ trong một đợt tấn công ban đêm, trước khi quay trở về Trân Châu Cảng vào ngày 21 tháng 1.

#### Chuyến tuần tra thứ hai
Khởi hành từ Trân Châu Cảng vào ngày 18 tháng 2 cho chuyến tuần tra thứ hai, Pollack hoạt động tại khu vực eo biển Đài Loan nhằm ngăn chặn tàu bè đối phương vận chuyển vật liệu chiến tranh đến Nagasaki. Vào ngày 11 tháng 3, tại một vị trí khoảng 270 nmi (500 km) về phía Đông Thượng Hải, nó đã phóng ngư lôi đánh chìm tàu chở hàng Fukushu Maru (1.454 tấn) tại tọa độ 30°53′B 126°20′Đ / 30,883°B 126,333°Đ. Đến sau nữa đêm, nó lại phá hủy hai thuyền buồm bằng hải pháo, rồi phóng ngư lôi đánh chìm tàu chở hành khách Baikal Maru (5.226 tấn) tại tọa độ 31°00′B 126°32′Đ / 31°B 126,533°Đ. Nó kết thúc chuyến tuần tra khi quay trở về Trân Châu Cảng vào ngày 8 tháng 4.

#### Chuyến tuần tra thứ ba
Trong chuyến tuần tra thứ ba từ ngày 2 tháng 5 đến ngày 16 tháng 6, Pollack tiếp tục hoạt động tại vùng biển nhà Nhật Bản. Nó trồi lên mặt nước vào ngày 12 tháng 5 để tấn công một tàu tuần tra khoảng 600 tấn bằng hải pháo 4-inch và súng máy Browning M2. Không bắt gặp mục tiêu nào khác phù hợp, nó kết thúc chuyến tuần tra và quay trở về Trân Châu Cảng, nơi nó được đại tu mất bốn tháng.

#### Chuyến tuần tra thứ tư
Lên đường vào ngày 10 tháng 10 cho chuyến tuần tra thứ tư, Pollack ghé đến Midway vào ngày 23 tháng 10 để được tiếp thêm nhiên liệu trước khi hoạt động tuần tra tại các lối tiếp cận căn cứ Truk. Nó đã phục kích để đánh chặn lực lượng hải quân đối phương rút lui sau các trận chiến tại khu vực quần đảo Solomon, nhưng đã không tìm thấy mục tiêu nào. Chiếc tàu ngầm quay trở về Trân Châu Cảng vào ngày 29 tháng 11.

### 1943

#### Chuyến tuần tra thứ năm
Khởi hành từ Trân Châu Cảng vào ngày 31 tháng 12, 1942, Pollack dành chuyến tuần tra thứ năm để hoạt động tại vùng biển nhà Nhật Bản, nhưng chỉ tìm thấy một mục tiêu vào ngày 21 tháng 1, 1943. Đối thủ đã bắn ba phát đạn pháo nhắm vào chiếc tàu ngầm, và nó đáp trả với bốn quả ngư lôi được phóng từ khoảng cách 2.400 yd (2.200 m) nhưng không thể xác định kết quả. Nó kết thúc chuyến tuần tra khi quay trở về Trân Châu Cảng vào ngày 10 tháng 2.

#### Chuyến tuần tra thứ sáu
Pollack hoạt động tại vùng biển giữa các quần đảo Gilbert và Marshall trongchuyến tuần tra thứ sáu. Nó xuất phát từ Trân Châu Cảng vào ngày 6 tháng 3, và đã bắt gặp một tàu buôn đang di chuyển giữa đảo Jaluit và đảo Makin vào ngày 20 tháng 3. Tuy nhiên loạt ba quả ngư lôi phóng ra chỉ trúng đích một và không đủ để đánh chìm đối thủ. Nó kết thúc chuyến tuần tra khi quay trở về Midway vào ngày 18 tháng 4.

#### Chuyến tuần tra thứ bảy
Trong chuyến tuần tra thứ bảy từ ngày 10 tháng 5 đến ngày 25 tháng 6, Pollack xuất phát từ Midway để trinh sát các đảo san hô Ailuk và Wotje thuộc quần đảo Marshall trước khi tuần tra hướng Tây Nam về phía eo biển Schischmarev. Vào ngày 18 tháng 5, nó phóng ngư lôi đánh chìm chiếc pháo hạm cũ Terushima Maru (3.110 tấn) về phía Tây Nam Maleolap tại tọa độ 08°00′B 171°00′Đ / 8°B 171°Đ. Đến xế trưa ngày hôm sau, ở phía Đông Nam đảo Jaluit, nó phóng trúng đích ba quả ngư lôi đánh chìm tàu buôn tuần dương vũ trang Bangkok Maru (5.350 tấn) tại tọa độ 06°47′B 169°42′Đ / 6,783°B 169,7°Đ. Bangkok Maru đang vận chuyển 1.200 binh lính cùng trang bị và tiếp liệu đến tăng cường cho lực lượng phòng thủ tại Tarawa, và hoạt động này đã góp công vào chiến thắng của Trận Tarawa vài tháng sau đó. Pollack bị các tàu hộ tống phản công bằng mìn sâu và chịu đựng hư hại nhẹ. Nó rút lui về Trân Châu Cảng để kết thúc chuyến tuần tra.

#### Chuyến tuần tra thứ tám
Lên đường vào ngày 20 tháng 7 cho chuyến tuần tra thứ tám tại vùng bờ biển phía Đông đảo Kyūshū, vào ngày 6 tháng 8, Pollack phóng ngư lôi đánh trúng và gây hư hại cho một tàu chở hàng. Vào sáng sớm ngày 27 tháng 8, nó theo dõi một đoàn năm tàu buôn ngoài khơi bờ biển Kyūshū, rồi tấn công và đã đánh chìm được tàu chở hành khách Taifuku Maru (3.520 tấn) về phía Đông Kyūshū, tại tọa độ 32°28′B 132°23′Đ / 32,467°B 132,383°Đ. Đến ngày 3 tháng 9, nó tiếp tục đánh chìm tàu chở hàng Tagonoura Maru (3.521 tấn) ngoài khơi Mikura-jima, tại tọa độ 33°38′B 140°07′Đ / 33,633°B 140,117°Đ. Nó kết thúc chuyến tuần tra khi quay trở về Trân Châu Cảng vào ngày 16 tháng 9.

### 1944

#### Chuyến tuần tra thứ chín
Khởi hành từ Trân Châu Cảng vào ngày 28 tháng 2 cho chuyến tuần tra thứ chín, Pollack đi đến khu vực hoạt động tại quần đảo Nanpō vào ngày 18 tháng 3. Trong một đợt tấn công ban đêm trên mặt nước hai ngày sau đó, nó phóng trúng hai quả ngư lôi và đánh chìm tàu tuần tra Hakuyo Maru (1.327 tấn) ở khoảng 30 nmi (56 km) về phía Đông Bắc Torishima, tại tọa độ 30°53′B 140°42′Đ / 30,883°B 140,7°Đ. Đến ngày 25 tháng 3, nó tiếp tục đánh chìm Tàu săn ngầm số 54 (442 tấn) ở khoảng 50 nmi (93 km) về phía Bắc Mukojima, tại tọa độ 28°44′B 141°45′Đ / 28,733°B 141,75°Đ, và gây hư hại cho hai tàu buôn. Sang ngày 3 tháng 4, nó phóng ngư lôi đánh chìm tàu chở hành khách Tosei Maru (2.814 tấn) ở khoảng 325 nmi (602 km) về phía Nam Yokohama, tại tọa độ 30°14′B 139°44′Đ / 30,233°B 139,733°Đ.
Nó quay trở về Midway vào ngày 11 tháng 4 để kết thúc chuyến tuần tra.

#### Chuyến tuần tra thứ mười
Trong chuyến tuần tra thứ mười từ ngày 6 tháng 5 đến ngày 7 tháng 6 tại khu vực quần đảo Nanpō, Pollack bắt gặp một đoàn mười tàu buôn được nhiều tàu hộ tống bảo vệ vào ngày 22 tháng 5. Nó tiếp cận và phóng ngư lôi đánh chìm được tàu khu trục Asanagi (1.270 tấn) ở khoảng 200 nmi (370 km) về phía Tây Bắc Chichi-jima, tại tọa độ 28°19′B 138°54′Đ / 28,317°B 138,9°Đ. Các tàu hộ tống còn lại đã phản công quyết liệt khiến chiếc tàu ngầm không thể tiếp tục tấn công các tàu buôn. Nó kết thúc chuyến tuần tra khi quay trở về Trân Châu Cảng.

#### Chuyến tuần tra thứ mười một
Rời Trân Châu Cảng vào ngày 15 tháng 7 cho chuyến tuần tra thứ mười một, cũng là chuyến cuối cùng, Pollack ghé đến Majuro thuộc quần đảo Marshall trước khi làm nhiệm vụ tìm kiếm và giải cứu để hỗ trợ cho chiến dịch không kích xuống đảo Woleai vào ngày 1 tháng 8. Nó đi đến khu vực đảo Yap để làm nhiệm vụ tương tự trong các ngày 4 và 5 tháng 8, rồi chuyển sang hoạt động tuần tra tại khu vực Yap-Palau. Chiếc tàu ngầm đã hai lần bắn phá nhà máy phosphate trên đảo Fais vào các ngày 28 và 30 tháng 8 Nó kết thúc chuyến tuần tra khi quay trở về căn cứ Brisbane, Australia vào ngày 12 tháng 9.
Sau khi được tái trang bị tại Brisbane, Pollack ra khơi vào ngày 6 tháng 10 để thực hành huấn luyện cùng tàu corvette HMAS Geelong (J201) cho đến ngày 10 tháng 10. Nó lên đường đi Trân Châu Cảng ngang qua Mios Woendi, quần đảo Schouten, đến nơi vào ngày 18 tháng 11, và thực hành huấn luyện ngoài khơi Oahu cùng các đơn vị của Lực lượng Khu trục Hạm đội Thái Bình Dương.

### 1945
Được điều động sang vùng bờ Đông Hoa Kỳ, Pollack cùng với tàu ngầm chị em Permit (SS-178) rời Trân Châu Cảng vào ngày 25 tháng 1, 1945, băng qua kênh đào Panama và đi đến New London, Connecticut vào ngày 24 tháng 2. Nó phục vụ như tàu huấn luyện tại Căn cứ Tàu ngầm Hải quân New London cho đến ngày 14 tháng 6, khi nó đi đến Xưởng hải quân Portsmouth để chuẩn bị ngừng hoạt động.
Pollack được cho xuất biên chế tại đây vào ngày 21 tháng 9, 1945. Tên nó được cho rút khỏi danh sách Đăng bạ Hải quân vào ngày 29 tháng 10, 1946, và con tàu cuối cùng bị bán cho hãng Ship-Shape, Inc. tại Philadelphia để tháo dỡ vào ngày 2 tháng 2, 1947.

## Phần thưởng
Pollack được tặng thưởng mười Ngôi sao Chiến trận do thành tích phục vụ trong Thế Chiến II. Nó được ghi công đã đánh chìm 11 tàu Nhật Bản với tổng tải trọng 30.278 tấn.
|  |                           |  |
|  | Silver star · Silver star |  |

| Dãi băng Hoạt động Tác chiến  |                                                                          |                                      |
| Huân chương Chiến dịch Hoa Kỳ | Huân chương Chiến dịch Châu Á-Thái Bình Dương với 10 Ngôi sao Chiến trận | Huân chương Chiến thắng Thế Chiến II |